# Preservation: Act 1
Preservation: Act 1 è un concept album del gruppo rock britannico The Kinks, pubblicato nel 1973 dalla RCA Records.

## Descrizione
Il disco riprende i temi di The Kinks Are the Village Green Preservation Society con l'avvento di Mr. Flash che sconvolge la vita pacifica del villaggio portando corruzione e speculazione edilizia. La storia si conclude con la presa di potere del villaggio, e della nazione, da parte del fanatico ultra-reazionario Mr. Black.
La ristampa in CD del 1991 targata Rhino Records riuniva su doppio CD Preservation: Act 1 e il suo seguito del 1974 Preservation: Act 2, ma senza l'aggiunta di bonus tracks fatta eccezione per un missaggio esteso di Money & Corruption / I Am Your Man, con un break strumentale extra.
La ristampa in CD dell'album datata 1998 su etichetta Velvel include il solo Act 1 e come tracce bonus Preservation e One of the Survivors, entrambe inedite.

## Accoglienza
Questo album, secondo capitolo della trilogia Preservation, non fu ben accolto dalla critica e vendette poco (raggiunse solo la posizione numero 177 nella classifica statunitense di Billboard e venne del tutto ignorato in Gran Bretagna), sebbene le esecuzioni live del materiale ebbero una migliore accoglienza.

## Tracce
- Tutti i brani sono opera di Ray Davies.

Lato 1
1. Morning Song - 2:00
2. Daylight - 3:19
3. Sweet Lady Genevieve - 3:26
4. There's a Change in the Weather - 2:59
5. Where Are They Now? - 3:28
6. One of the Survivors - 4:31

Lato 2
1. Cricket - 2:56
2. Money and Corruption / I Am Your Man - 6:01
3. Here Comes Flash - 2:41
4. Sitting in the Midday Sun - 3:47
5. Demolition - 4:07

### Bonus tracks ristampa CD Velvel 1998
1. Preservation (single) - 3:37
2. One of the Survivors (single edit) - 4:07

## Formazione
- Ray Davies - voce, chitarra, armonica a bocca
- Dave Davies - chitarra, voce
- John Gosling - tastiere
- John Dalton - basso
- Mick Avory - batteria
- Alan Holmes - fiati
- Laurie Brown - fiati
- John Beecham - fiati